# Bộ Á (襾)
Bộ Á còn gọi là Bộ Tây, bộ thứ 146 có nghĩa là "che đậy" là 1 trong 29 bộ có 6 nét trong số 214 bộ thủ Khang Hy.
Trong Từ điển Khang Hy có 29 chữ (trong số hơn 40.000) được tìm thấy chứa bộ này.

## Tự hình Bộ Á (襾)

Đại triện
Tiểu triện

## Chữ thuộc Bộ Á (襾)
| Số nét bổ sung | Chữ              |
| -------------- | ---------------- |
| 0              | 襾/á/ 西/tây/ 覀 |
| 3              | 要/yêu/          |
| 5              | 覂/phủng/        |
| 6              | 覃/đàm/ 覄       |
| 7              | 覅/vật/          |
| 12             | 覆/phú/          |
| 13             | 覇/bá/ 覈/hạch/  |
| 17             | 覉/ky/           |
| 19             | 覊/ky/           |